# Act III
Act III (engl.: dritter Akt) ist das dritte Studioalbum der US-amerikanischen Thrash-Metal-Band Death Angel. Es wurde im Frühjahr 1990 als erstes und einziges auf dem Major-Label Geffen Records veröffentlicht und war das letzte vor der vorläufigen Auflösung der Band 1991. Es gilt als Klassiker des Thrash-Genres.

## Musikstil
Als Act III aufgenommen wurde, experimentierten bereits mehrere Thrash-Metal-Bands mit Stilelementen aus anderen Genres. So enthält Act III etwa Funk-Einflüsse, aber auch progressive Teile. Deswegen wurden Death Angel damals von anderen Bands aus der Szene zum Teil scharf kritisiert. Bei Veil of Deception und A Room with a View, neben Seemingly Endless Time eine der beiden Singles, handelt es sich um Akustikballaden. Die Band gab damals an, ihr Ziel sei es, „völlig unseren eigenen Stil zu finden, den man nicht in irgendeine Schublade stecken kann, sondern einfach nur als „Rock“ kategorisieren kann.“ Man wolle einen „unverkennbaren Sound“ erreichen, egal ob es sich „um eine Ballade oder einen Thrasher“ handle.

## Entstehung
Vor der Aufnahme des Albums gab es 1989 einige Turbulenzen im Umfeld der Band: Ein neues Management musste gefunden und Todesfälle in der Familie mussten verarbeitet werden. Die Band unterschrieb bei Geffen Records und hatte somit zuvor ungeahntes Budget für das Album zur Verfügung, über die Promotion des Labels äußerte sich Schlagzeuger Andy Galeon im Nachhinein unzufrieden. Mit Max Norman (Ozzy Osbourne, Megadeth) wurde ein bekannter Produzent verpflichtet. Die Musik und auch die Texte wurden großteils von Gitarrist Rob Cavestany geschrieben. Es wurde erstmals eine Vorproduktion gemacht. Die Aufnahmen im Herbst 1989 verliefen nach Angaben der Band in entspannter Atmosphäre.

„Wir waren damals ein Haufen musikverrückter Kids, die nicht wussten, wohin mit ihrer Energie. Max schaffte es spielerisch leicht, diese Energie einzufangen und in die richtigen Bahnen zu lenken. Er hat enormen Anteil am Gelingen von Act III.“

Das Album, obwohl damals nicht nennenswert chartnotiert, avancierte nach seiner Veröffentlichung im Frühjahr 1990 zum bis dato bestverkauften Death-Angel-Album. Zu beiden Singles wurden Videos gedreht, die einige Präsenz bei Headbangers Ball erreichten. Die zweite Single A Room with a View wurde im November 1990 unter dem Kürzel D.A. sowohl an College-Metal- als auch an große Radiostationen geschickt. Gitarrist Cavestany sagte damals, er finde den Namen inzwischen „extrem“, und die Band wolle auf diese Weise eine verhindern, auf einen bestimmten Sound reduziert zu werden. Zudem werde das Kürzel D.A. ohnehin im Bandumfeld verwendet. Das ehemalige Label Enigma veröffentlichte mit Fall from Grace noch 1990 ein Live-Album eines Konzerts in Amsterdam, das nicht von der Band autorisiert war.
Ende 1990 verunglückte der Tourbus der Band auf einer Tour im Südwesten der USA in der Nähe von Las Vegas und überschlug sich. Dabei wurde Schlagzeuger Andy Galeon schwer verletzt. In der Folge versammelten sich etliche Musiker aus der Bay-Area-Thrash-Szene für ein Benefiz-Konzert, u. a. Mitglieder von Metallica, Heathen oder Chris Poland (Megadeth). Noch 1991 folgte die Auflösung der Band, nach der man ohne Sänger Mark Osegueda als The Organization – ein Songtitel von Act III – weitermachte.

## Rezeption
Act III wurde sehr positiv aufgenommen und schon damals als „Meisterwerk“ bezeichnet. Bei Allmusic schrieb Eduardo Rivadavia, Death Angel seien mit dieser Platte „erwachsen“ geworden. Er lobte das „überlegene“ Songwriting und die trotz des „mittelmäßigen“ Gesangs Mark Oseguedas durchdachten Texte. Er vergab viereinhalb von fünf Sternen. Im Rock Hard stellte Holger Stratmann Songs wie Seemingly Endless Time und Stop heraus, ihm gefielen besonders die „Vocalarrangements“. Er vergab 9,5 von 10 Punkten. 2007 nahm das Magazin die Platte auch in seine Liste der nach Redaktionsmeinung 500 besten Alben auf und setzte sie auf den 50. Platz. Das Album erschien zudem in dessen Thrash-Metal-Special in der Ausgabe Juni 2009 in einer Liste von 250 Thrash-Metal-Alben, die man kennen sollte. Auf Powermetal.de schrieb Peter Kubaschk: „Rasante Riffs, präzises Power-Drumming, abwechslungsreiches Songwriting und die extrem markanten Vocals von Mark Osegueda machten das Werk zu einem der besten Releases im Bay-Area-Thrash.“

## Titelliste
1. Seemingly Endless Time (Cavestany) – 3:50
2. Stop (Cavestany, Osegueda) – 5:10
3. Veil of Deception (Cavestany) – 2:34
4. The Organization (Cavestany, Galeon, Osegueda) – 4:17
5. Discontinued (Cavestany, Galeon, Pepa, Pepa) – 5:52
6. A Room With a View (Cavestany) – 4:42
7. Stagnant (Cavestany, Galeon) – 5:35
8. EX-TC (Cavestany, Osegueda) – 3:05
9. Disturbing the Peace (Cavestany) – 3:53
10. Falling Asleep (Cavestany) – 5:56

## Artwork
Die Gestaltung des Albums, die einen roten Theatervorhang zeigt, stammt von Adrian Stubican, der eine Idee der Band umsetzte, die während der vorhergehenden Touren zum Teil in theaterähnlichen Veranstaltungsorten gespielt hatte.